# Kassettendecke

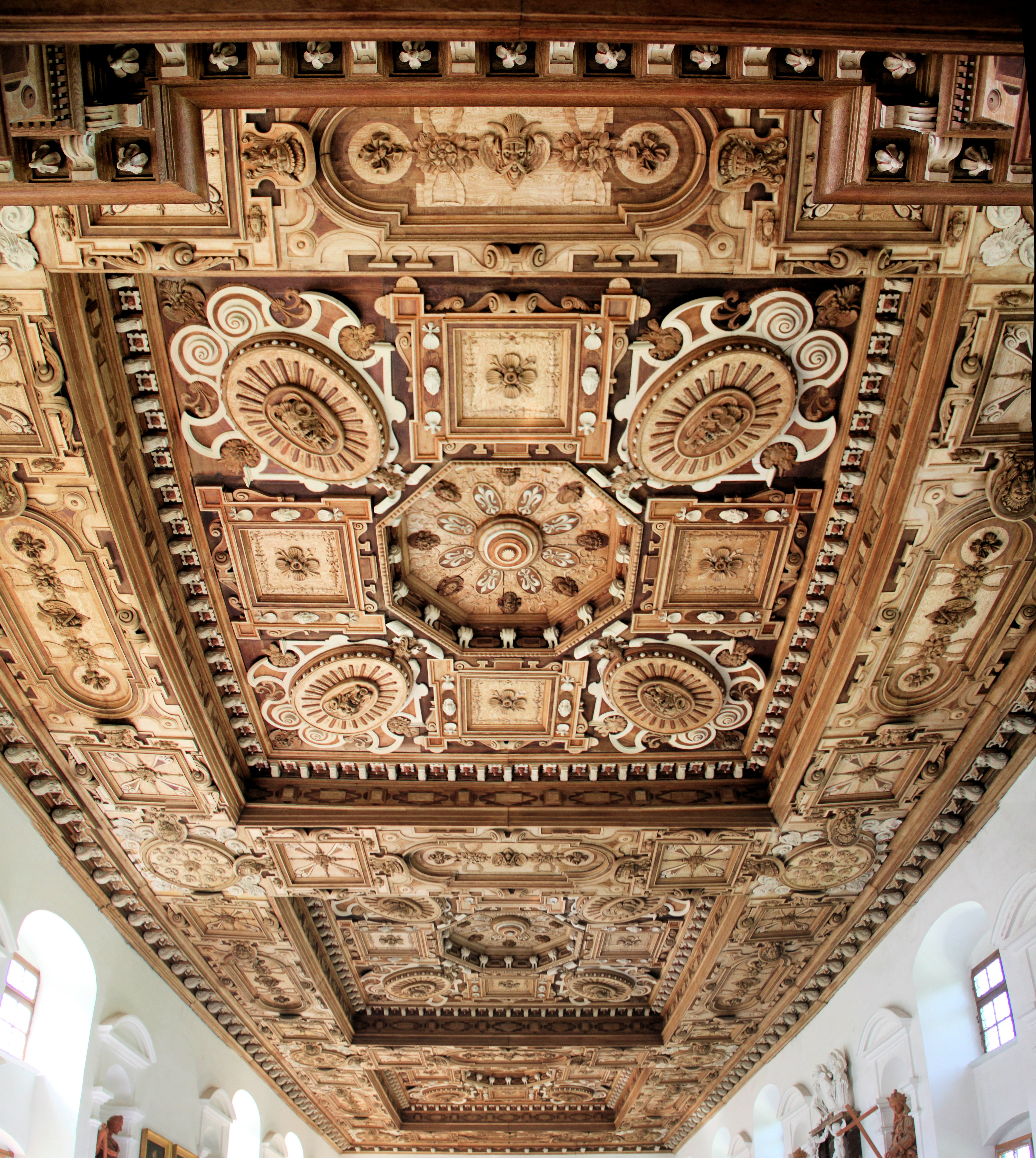
Kassettendecke des Zedernsaals im Fuggerschloss zu Kirchheim in Schwaben

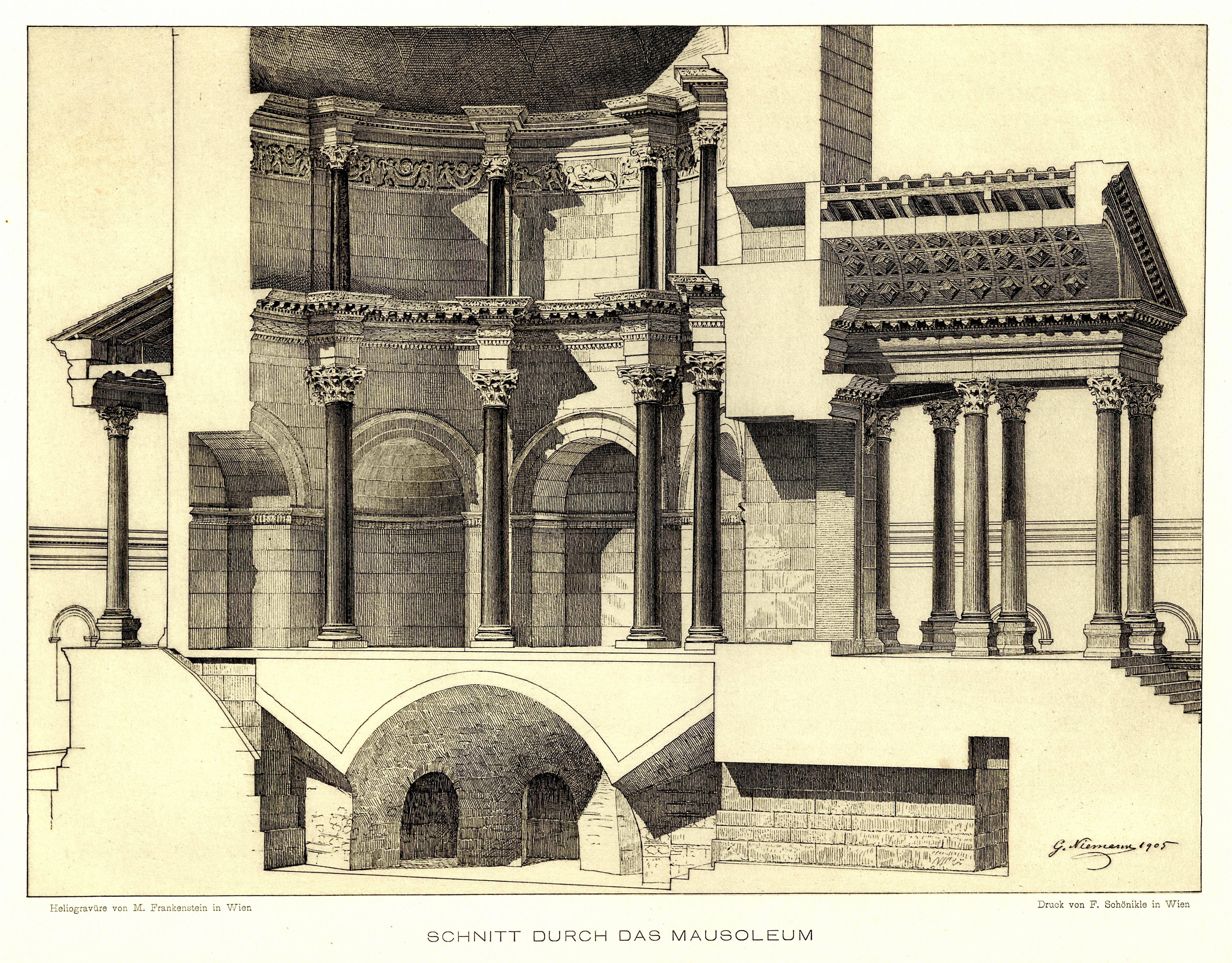
Diokletianpalast, Split, Schnitt durch Mausoleum und Vorhalle mit Steinkassettendecke

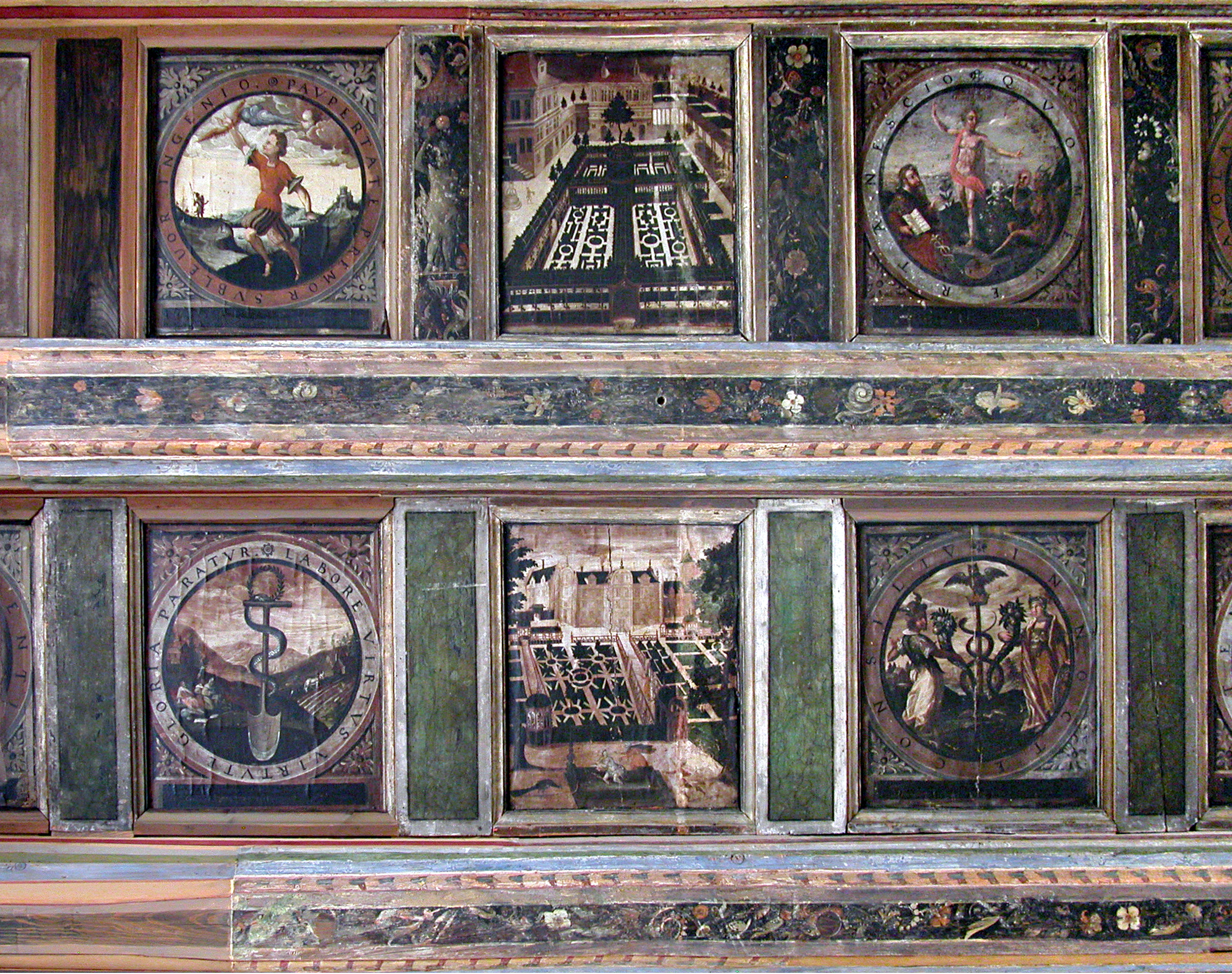
Renaissance-Holzfelderdecke im Schloss Hof (Naudorf Sa.)

Eine Kassettendecke (auch Felderdecke) weist an ihrer Unterseite in regelmäßiger Anordnung kastenförmige Vertiefungen (Kassetten) auf. Eine solche Decke wird durch sich kreuzende Rippen oder Balken gebildet. Bevorzugte Materialien sind traditionell Holz, Stein oder Stuck und in heutiger Zeit Stahlbeton. Es gibt auch illusionistische Malerei (Trompe-l’œil) darstellende Kassettendecken.
Eine seltene kunsthistorische Besonderheit sind bemalte Kassettendecken, die sogenannten Bilderdecken. Die Gemälde zeigen Personen aus dem Alten Testament und aus dem Neuen Testament sowie Ereignisse und Szenen aus der Bibel. Gotteshäuser mit Bilderdecken dienten früher der anschaulichen Wissensvermittlung zur Bibel für weniger gebildete Menschen – sie werden daher auch Bilderkirchen und Bibelkirchen genannt. Davon abzugrenzen sind mehr ornamental bemalte Kassettendecken der Renaissance und des Barock, die zwar ebenfalls in Kirchen vorkommen (etwa Bergkirche Oybin, St. Pankratius (Tragnitz)), bei denen jedoch das christliche Bildprogramm gegenüber der Aneignung der Natur zurücktritt.

## Geschichte
Kassettendecken entstanden ursprünglich durch Aufbringung der eher dünnen und flächigen Füllung der Felder auf der Oberseite der dicken, hohen Balken. Eine hängende Befestigung war schwieriger, außerdem brachten die Vertiefungen technische Vorteile (Akustik) und eine optische Gliederung der Decke. Die Bauweise der Decke konnte tragend sein, wie im Pantheon, wo diese Bauweise auch aus Gewichtsgründen vorteilhaft war. Schwere Holzkassettendecken z. B. waren nichttragende Bauteile, die auf der Decke oder dem Dachstuhl befestigt waren. Bei größeren Abständen (großen Raumtiefen) musste das Gewicht dieser Decken dann durch verstärkte Dachkonstruktionen getragen werden.
Kassettendecken sind in Säulenhallen der Antike sowie später vor allem in Bauten der Renaissance und des Barocks anzutreffen.
Beispiele für Kassettendecken:
- Pantheon (Rom)
- Diokletianpalast, Split
- Schloss Jever
- Schloss Leiben, Niederösterreich
- Hospitalkirche zu Hof
- Goldener Saal in Augsburg
- Der Zedernsaal im Fuggerschloss Kirchheim/Schwaben
- Palacio de los Zúñiga y Avellaneda in Peñaranda de Duero, Spanien
- Basilika Santa Maria Maggiore, Rom
- Basilika San Paolo fuori le Mura, Rom
- Dom von Pisa
- Kirche St. Martin in Zillis.
- Pfarrkirche St. Regina in Drensteinfurt
- Heihsgut, Lungau Salzburg
- Berg- und Lusthaus Hoflößnitz
- Kirche Leubnitz-Neuostra, Dresden
- Konstantinbasilika, Trier
- Schweriner Schloss

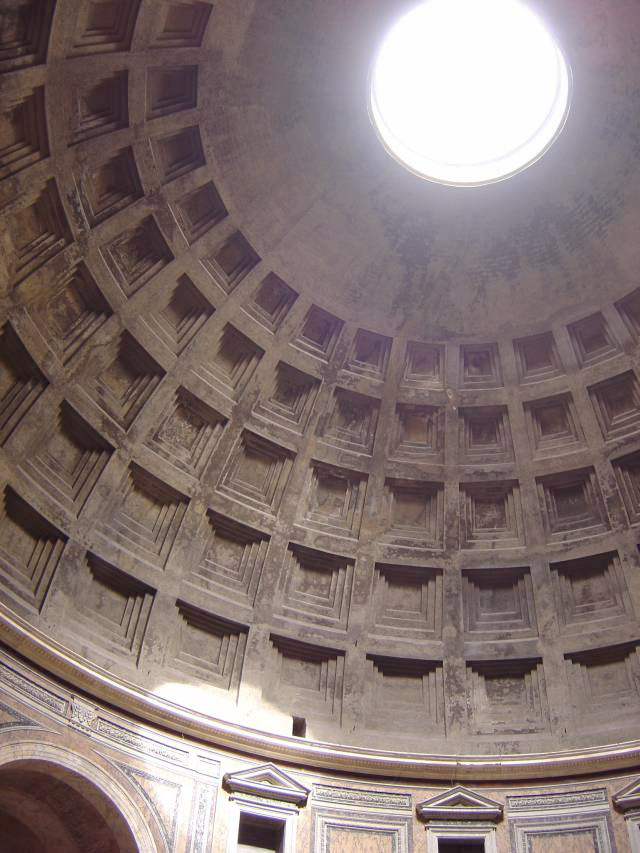
Kassettendecke in der Kuppel des Pantheons
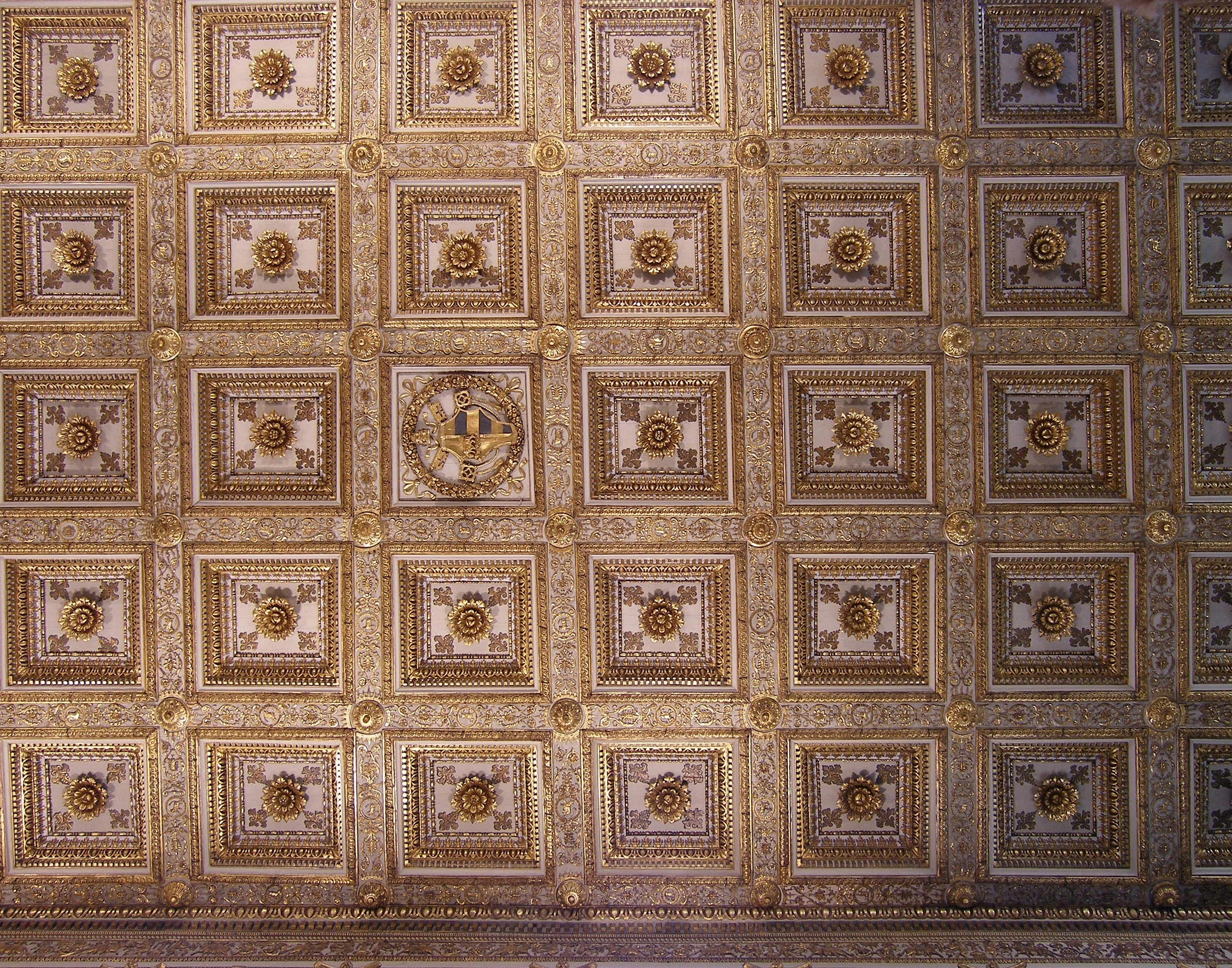
Kassettendecke der Basilika Santa Maria Maggiore, Rom
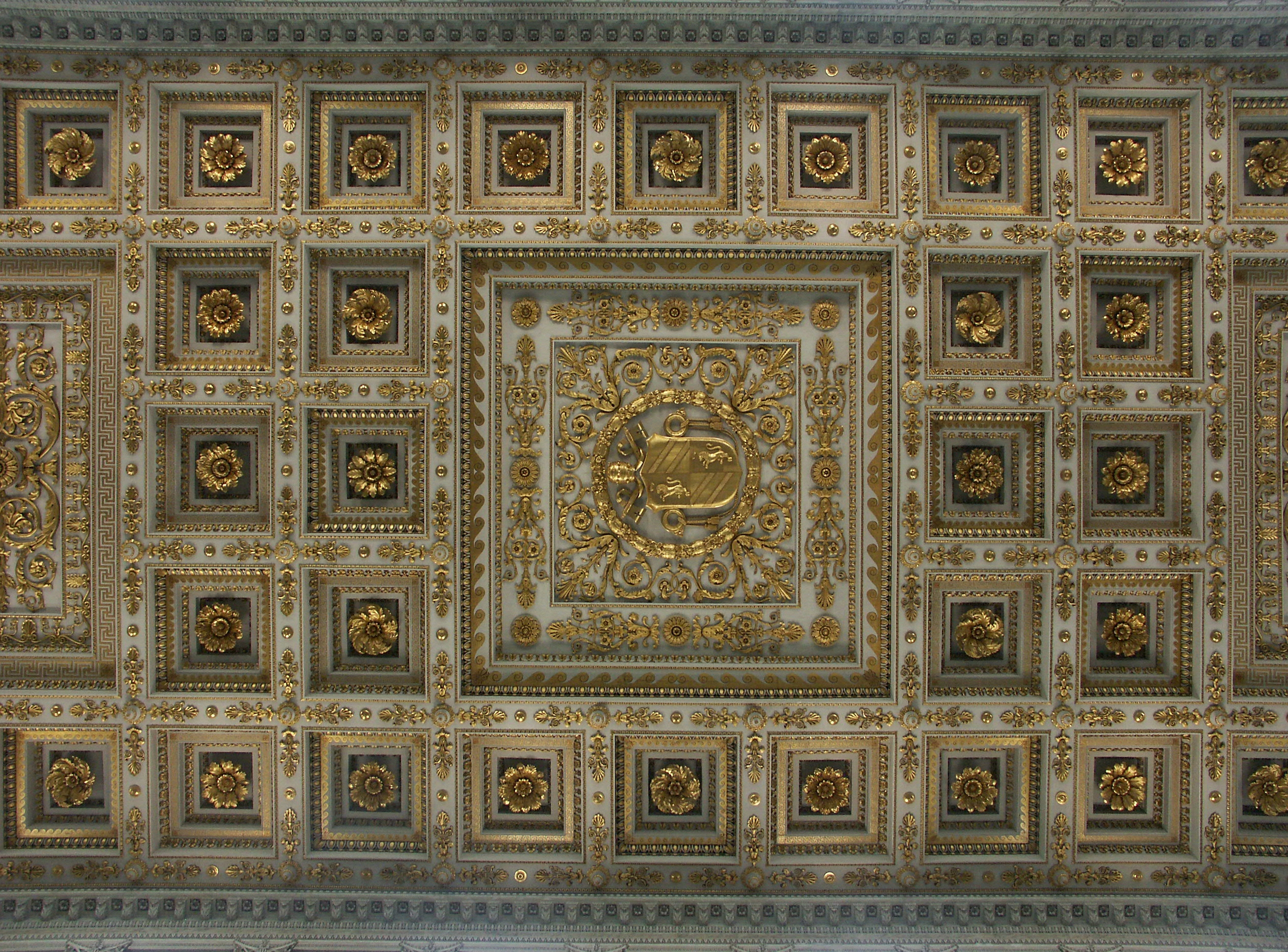
Kassettendecke der Basilika San Paolo fuori le Mura, Rom
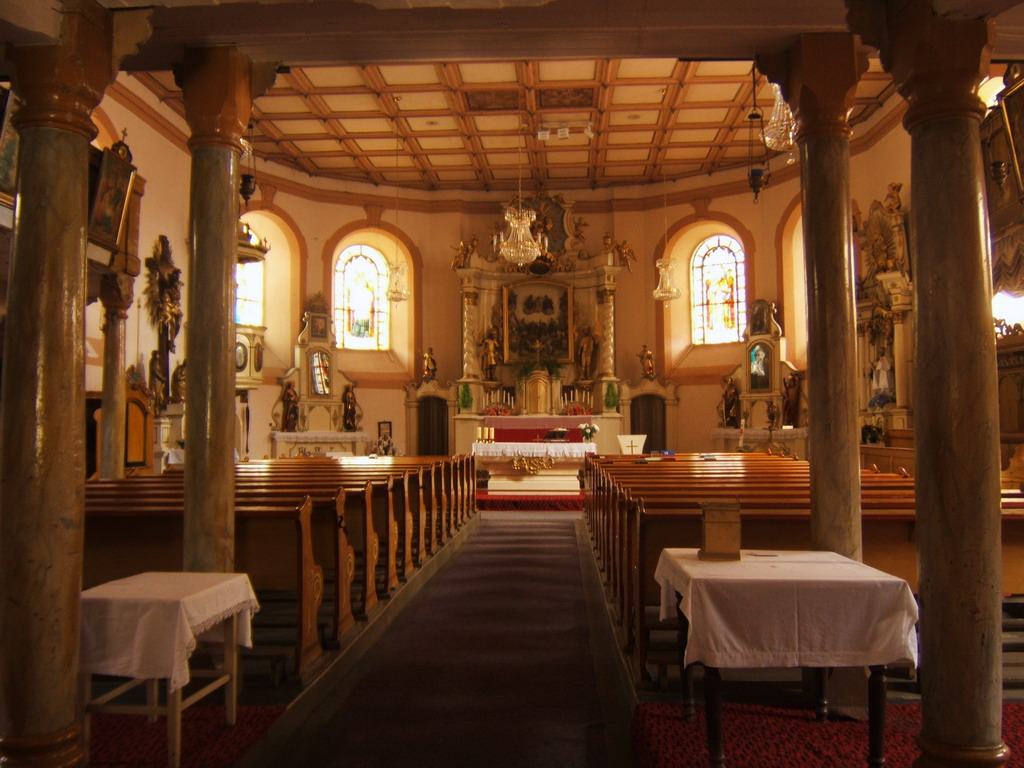
Die Kirche der Vierzehn Nothelfer in Abertamy
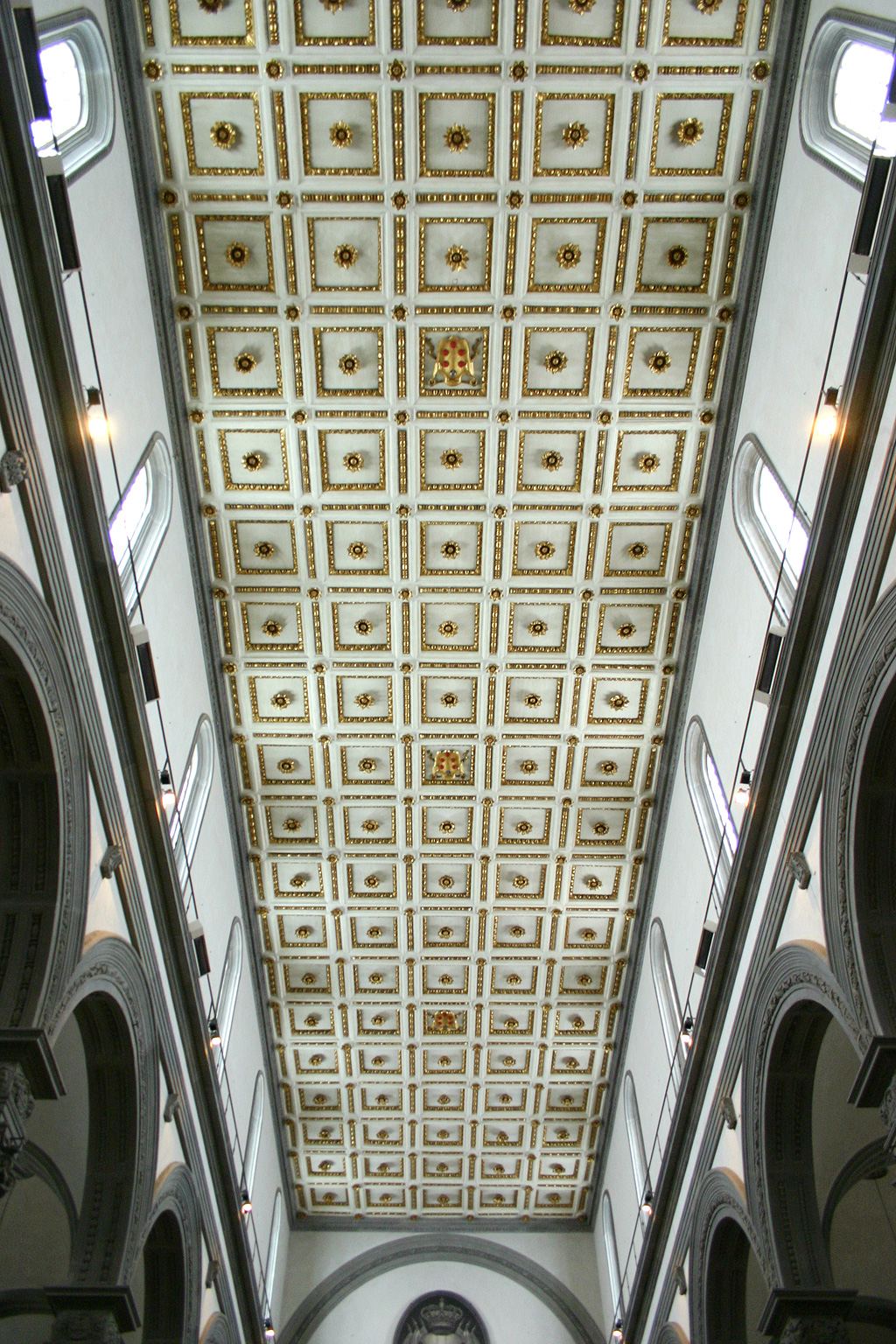
Kassettendecke, Basilica di San Lorenzo di Firenze
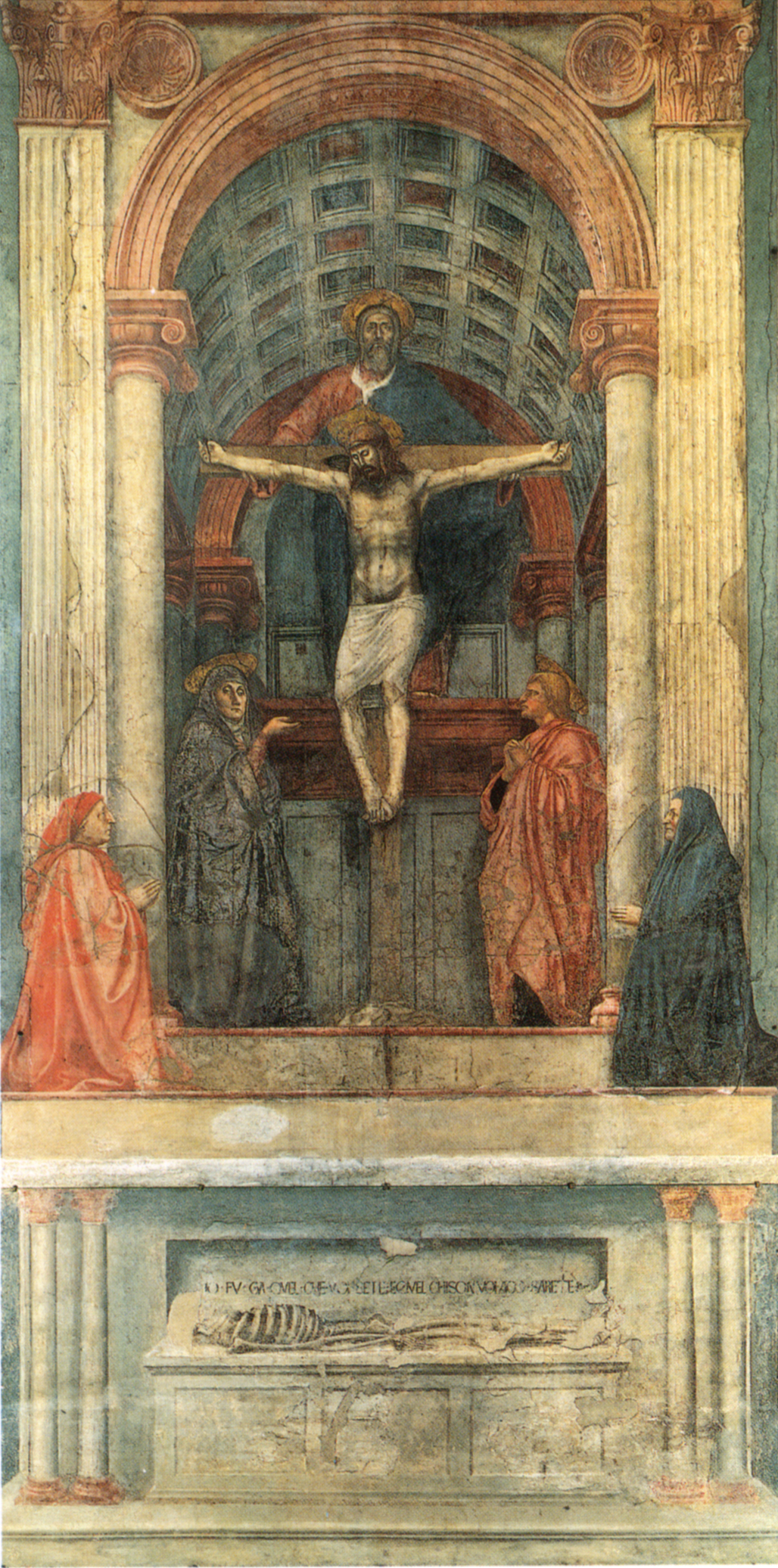
Kassettendecke auf dem Bild Dreifaltigkeit von Masaccio
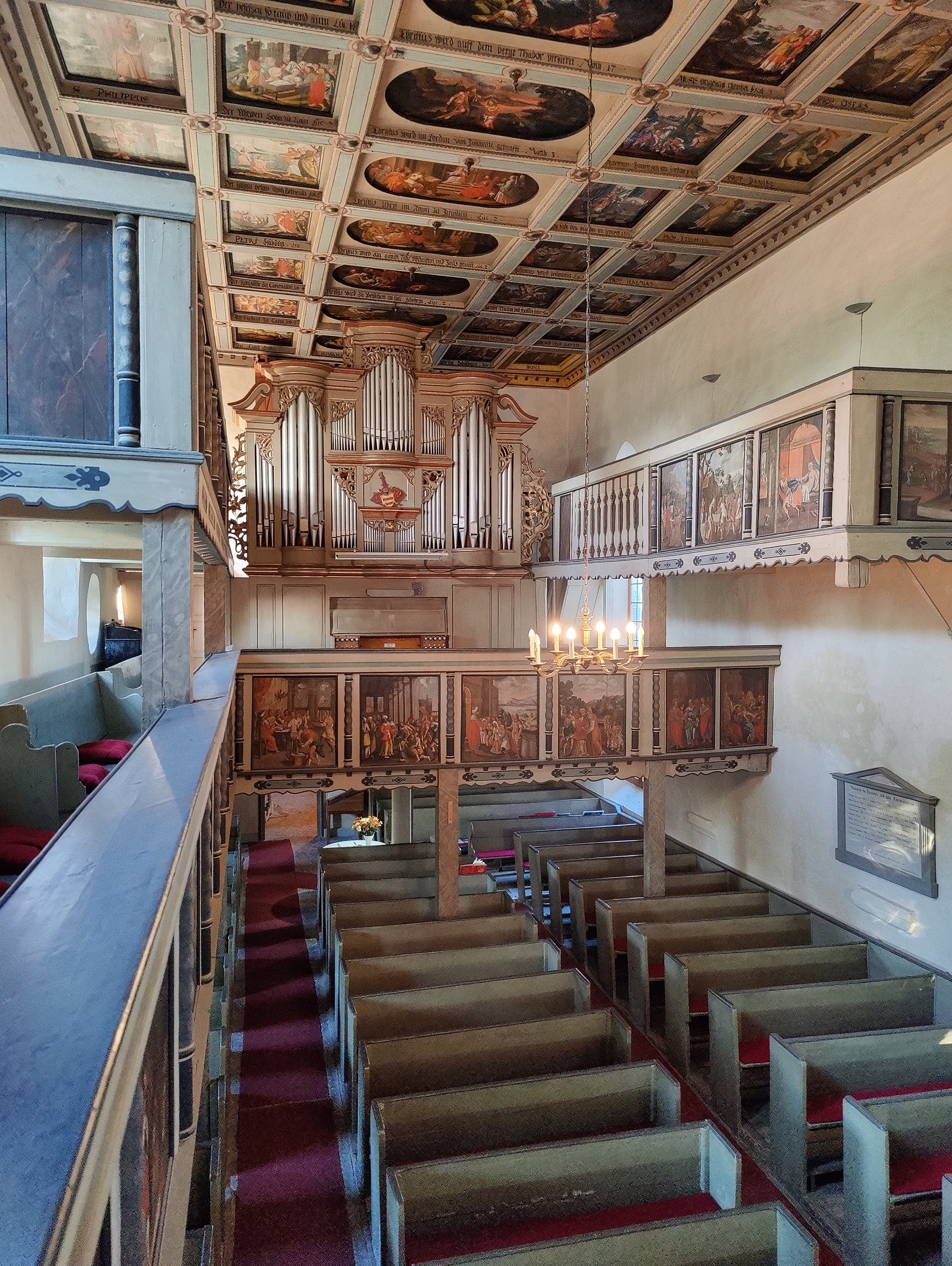
Bemalte Kassettendecke von St. Petri zu Brumby, Autobahnkirche in Sachsen-Anhalt

## Heutige Bedeutung
Als Kassettendecke wird heute auch eine Form der abgehängten Decken bezeichnet, bei der in ein abgehängtes Tragsystem aus Metall meist quadratische Füllungen (Kassetten) aus Holz(werk)stoffen, Mineral(faser)platten, Gipskarton- oder Gipsfaserplatten eingelegt werden. Diese Decken sind kostengünstig und leicht zu demontieren (für Wartungsarbeiten im Zwischenraum). Meist sind sie auch Akustikdecken.

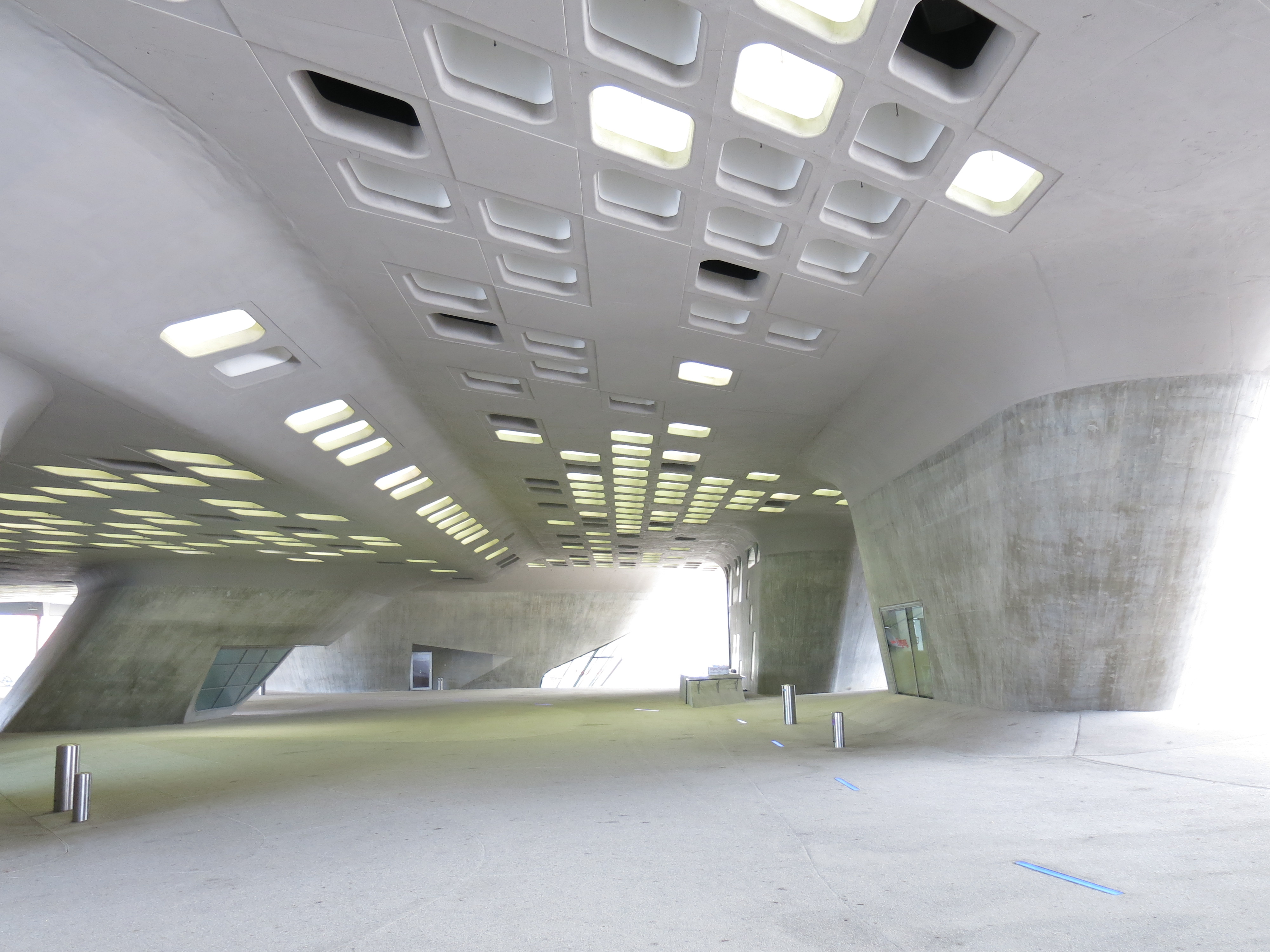
Kassettendecke aus Stahlbeton an der Unterseite des phæno in Wolfsburg

Wie früher können Kassettendecken aber auch als tragendes Element ausgeführt sein, etwa aus Stahlbeton.